# Liste der Gesamtsieger im IBU-Cup
Die Liste der Gesamtsieger im IBU-Cup listet alle Podiumsplatzierte des für Männer seit der Saison 1988/89 und für Frauen seit 1982/83 durchgeführten Biathlon-Wettbewerbes auf. Zur Saison 2008/09 wurde der als zunächst Europacup bezeichnete Wettbewerb in IBU-Cup umbenannt.
Der Weltcup für Frauen wird offiziell erst seit der Saison 1987/88 ausgerichtet, obwohl bereits in den Jahren zuvor Athletinnen aller Kontinente startberechtigt waren. In einigen Statistiken werden daher die Saisons 1982/83 bis 1986/87 bereits als Weltcup geführt. Zur Saison 2008/09 wurde der Wettbewerb in IBU-Cup umbenannt.
Mit vier Titeln ist bei den Männern der Deutsche Ulf Karkoschka erfolgreichster Biathlet, bei den Frauen führt die Deutsche Sabrina Buchholz mit drei Titeln die Statistik an.

## Männer
| Saison    | Sieger                     | Zweiter                 | Dritter               |
| --------- | -------------------------- | ----------------------- | --------------------- |
| 1988/89   | Holger Schönthier          | Johannes Hackl          | Mauro Navillod        |
| 1989/90   | Jürgen Isenberg            | Markus Quappik          | Martin Rossberger     |
| 1990/91   | Markus Quappik             | Carsten Heymann         | René Gerth            |
| 1991/92   | Alois Reiter               | Holger Schönthier       | Andreas Heymann       |
| 1992/93   | René König                 | André Sehmisch          | Reinhard Neuner       |
| 1993/94   | René Cattarinussi          | Holger Schönthier       | René König            |
| 1994/95   | Ulf Karkoschka             | Lars Kreuzer            | Helmuth Messner       |
| 1995/96   | Johann Passler             | Ulf Karkoschka          | Carsten Heymann       |
| 1996/97   | Ulf Karkoschka             | Holger Schönthier       | Jan Wüstenfeld        |
| 1997/98   | Ulf Karkoschka             | Gunar Bretschneider     | Stefan Hodde          |
| 1998/99   | Ulf Karkoschka             | Stefan Hodde            | Michael Greis         |
| 1999/2000 | Andreas Stitzl             | Ulf Karkoschka          | Gunar Bretschneider   |
| 2000/01   | René Gerth                 | Michael Greis           | Andreas Stitzl        |
| 2001/02   | Andreas Stitzl             | René Gerth              | Carsten Heymann       |
| 2002/03   | Hans-Peter Foidl           | Fritz Pinter            | Jon Per Nygård        |
| 2003/04   | Alexander Os               | Gaël Poirée             | Carsten Pump          |
| 2004/05   | Carsten Pump               | Jörn Wollschläger       | Pawel Rostowzew       |
| 2005/06   | Dmitri Jaroschenko         | Loïs Habert             | Sergio Bonaldi        |
| 2006/07   | Norbert Schiller           | Jörn Wollschläger       | Alexandre Aubert      |
| 2007/08   | Vincent Porret             | Toni Lang               | Arnaud Langel         |
| 2008/09   | Christoph Knie             | Hans Martin Gjedrem     | Carsten Pump          |
| 2009/10   | Daniel Graf                | Toni Lang               | Christoph Knie        |
| 2010/11   | Wiktor Wassiljew           | Florian Graf            | Martin Eng            |
| 2011/12   | Benedikt Doll              | Maxim Burtassow         | Erik Lesser           |
| 2012/13   | Wiktor Wassiljew           | Daniel Böhm             | Benedikt Doll         |
| 2013/14   | Alexei Slepow              | Timofei Lapschin        | Benedikt Doll         |
| 2014/15   | Florian Graf               | Antonin Guigonnat       | Johannes Kühn         |
| 2015/16   | Matwei Jelissejew          | Florian Graf            | Pjotr Paschtschenko   |
| 2016/17   | Alexei Wolkow              | Alexander Loginow       | Antonin Guigonnat     |
| 2017/18   | Vetle Sjåstad Christiansen | Fredrik Gjesbakk        | Pjotr Paschtschenko   |
| 2018/19   | Anton Babikow              | Lucas Fratzscher        | Aristide Bègue        |
| 2019/20   | Lucas Fratzscher           | Endre Strømsheim        | Kirill Strelzow       |
| 2020/21   | Filip Fjeld Andersen       | Philipp Nawrath         | Sivert Guttorm Bakken |
| 2021/22   | Erlend Bjøntegaard         | Håvard Gutubø Bogetveit | Sverre Dahlen Aspenes |
| 2022/23   | Endre Strømsheim           | Lucas Fratzscher        | Vebjørn Sørum         |
| 2023/24   | Mats Øverby                | Johan-Olav Botn         | Martin Nevland        |
| 2024/25   | Isak Frey                  | Sivert Guttorm Bakken   | Johan-Olav Botn       |

## Frauen
| Saison    | Sieger                | Zweiter                 | Dritter                  |
| --------- | --------------------- | ----------------------- | ------------------------ |
| 1982/83   | Gry Østvik            | Siv Bråten              | Aino Kallunki            |
| 1983/84   | Mette Mestad          | Sanna Grønlid           | Gry Østvik               |
| 1984/85   | Sanna Grønlid         | Eva Korpela             | Kaija Parve              |
| 1985/86   | Eva Korpela           | Sanna Grønlid           | Lise Meloche             |
| 1986/87   | Eva Korpela           | Anne Elvebakk           | Sanna Grønlid            |
| 1987/88   | Anne Elvebakk         | Elin Kristiansen        | Nadeschda Alexiewa       |
| 1988/89   | Uschi Disl            | Päivi Kontilla          | Piia Venäläinen          |
| 1989/90   | Michaela Hermann      | Marion Bald             | Uschi Disl               |
| 1990/91   | Petra Bauer           | Katrin Cruschwitz       | Sylvia Kaden             |
| 1991/92   | Michaela Hermann      | Dorina Pieper           | Heike Langstein          |
| 1992/93   | Jiřina Rázlová        | Agata Suszka            | Gabriela Suvová          |
| 1993/94   | Brigitte Weisleitner  | Petra Nosková           | Anna Murínová            |
| 1994/95   | Sylvia Kaden          | Steffi Kindt            | Katrin Apel              |
| 1995/96   | Irina Djatschkowa     | Ilka Schneider          | Iris Eckschläger         |
| 1996/97   | Irina Mileschina      | Tatjana Markowa         | Iris Eckschläger         |
| 1997/98   | Julija Dykanjuk       | Steffi Kindt            | Janet Klein              |
| 1998/99   | Inna Scheschkil       | Ljudmila Lyssenko       | Sylvie Becaert           |
| 1999/2000 | Kati Wilhelm          | Martina Hubbauer        | Simone Denkinger         |
| 2000/01   | Sabrina Buchholz      | Sabine Flatscher        | Céline Drezet            |
| 2001/02   | Sabrina Buchholz      | Romy Beer               | Ina Menzel               |
| 2002/03   | Ann Helen Grande      | Teja Gregorin           | Leda Abati               |
| 2003/04   | Irina Malgina         | Katharina Echter        | Ute Niziak               |
| 2004/05   | Irina Malgina         | Olga Anissimowa         | Julija Makarowa          |
| 2005/06   | Olga Anissimowa       | Romy Beer               | Anna Bulygina            |
| 2006/07   | Ute Niziak            | Sabrina Buchholz        | Jenny Adler              |
| 2007/08   | Juliane Döll          | Tina Bachmann           | Anne Preußler            |
| 2008/09   | Natalja Sokolowa      | Juliane Döll            | Romy Beer                |
| 2009/10   | Sabrina Buchholz      | Natalja Sokolowa        | Carolin Hennecke         |
| 2010/11   | Franziska Hildebrand  | Nadine Horchler         | Jekaterina Schumilowa    |
| 2011/12   | Maren Hammerschmidt   | Marina Korowina         | Juliane Döll             |
| 2012/13   | Anastassija Sagoruiko | Evi Sachenbacher-Stehle | Jori Mørkve              |
| 2013/14   | Anastassija Sagoruiko | Walentina Nasarowa      | Nadine Horchler          |
| 2014/15   | Anna Nikulina         | Karolin Horchler        | Olga Jakuschowa          |
| 2015/16   | Nadine Horchler       | Swetlana Slepzowa       | Galina Netschkassowa     |
| 2016/17   | Darja Wirolainen      | Anna Nikulina           | Karolin Horchler         |
| 2017/18   | Karolin Horchler      | Chloé Chevalier         | Nadine Horchler          |
| 2018/19   | Wiktorija Sliwko      | Nadine Horchler         | Ingela Andersson         |
| 2019/20   | Elisabeth Högberg     | Jekaterina Glasyrina    | Anastassija Porschnewa   |
| 2020/21   | Vanessa Voigt         | Karoline Erdal          | Emilie Ågheim Kalkenberg |
| 2021/22   | Lou Jeanmonnot        | Ragnhild Femsteinevik   | Elisabeth Högberg        |
| 2022/23   | Tilda Johansson       | Gilonne Guigonnat       | Paula Botet              |
| 2023/24   | Océane Michelon       | Jenny Enodd             | Karoline Erdal           |
| 2024/25   | Camille Bened         | Voldiya Galmace-Paulin  | Paula Botet              |